# Ерґо Арена
54°25′33″ пн. ш. 18°34′49″ сх. д. / 54.425833° пн. ш. 18.580278° сх. д.
Ерґо Арена (пол. Ergo Arena) — багатофункціональний комплекс на межі міст Гданська та Сопота (Поморське воєводство, Польща) місткістю до 15 000 глядачів (місць для сидіння — 11 100). Введена в дію 2010 року. 

## Історія
Здана в експлуатацію в травні 2010 року. Ерґо Арена має одну з найбільших і найсучасніших розважально-спортивних зал у Польщі. Комплекс розташовано на межі Гданська та Сопота і залежно від конфігурації може вмістити від 5 100 до 15 000 осіб. Зала пристосована для проведення різноманітних спортивних заходів, також ігор із баскетболу, волейболу, гандболу, хокею, а також для мотоспорту і  віндсерфінгу. 
144 тонни світлового та звукового обладнання роблять арену гарним місцем для організації концертів і театральних вистав. Багате оснащення зали також дозволяє організовувати різноманітні види ярмарків, банкетів та багатьох інших заходів. Перевагами також є система інтелігентної будівлі (BMS), система оповіщення про надзвичайні ситуації (DSO), адаптація об’єкта для людей з обмеженими можливостями, просторі паркінги та ледь не ідеальне розташування.
Максимальна кількість місць для сидіння — 11 100
22 березня 2024 року тут встановлено рекорд із кількості глядачів на матчі Плюс Ліги між гданським «Трефлем» і «Сталлю» (Ниса), який подивилися 9 200 людей.